# Praia do Éden
Praia do Éden está localizada no município de Guarujá, São Paulo. 

## Acesso
Uma pequena faixa de areia de pouco mais de 100 metros, o mar com águas calmas esverdeadas e clara.
A praia  é um pequeno reduto de tranquilidade com visual da Mata Atlântica. Com pouca estrutura, apenas um bar local o que a torna ainda mais agradável para quem gosta de praias mais calmas. Está localizada no Morro do Sorocotuba (entre Praia da Enseada e Praia de Pernambuco), o acesso a praia é através de uma íngreme escadaria na encosta. 
A trilha pra praia fica em um condomínio em Sorocutuba, que pode ser feito de carro ou a pé até o topo do morro (duração de 20 minutos de nível moderado). Após subir e descer aproximadamente 40 metros de trilha íngreme com 110 degraus irregulares em meio a vegetação, chega-se até a pequena praia.
Outra opção seria o acesso via escadaria pavimentada que tem seu acesso privado para os visitantes que utilizam o único estacionamento presenta na praia. 

### O que fazer
Mergulho de Snorkel Muitos procuram a praia do Éden para a prática de mergulho superficial com snorkel, sua bela vida marinha permite bons mergulhos com profundidade de até 10 metros. 